# Туаева, Темина Давидовна
Теми́на Давидовна Туаева (род. 16 сентября 1945) — российский продюсер, режиссёр, директор «Нарт-Арт студии». Заслуженный деятель искусств Российской Федерации (2006), Заслуженный работник культуры Республики Северная Осетия — Алания (1996), Лауреат Государственной премии им. К. Л. Хетагурова (2009). Сопредседатель Общероссийской общественной организации «Народный фронт» по Северной Осетии с 2013 года.

## Биография
Темина Давидовна родилась в Дзауджикау (СО АССР) 16 сентября 1945 года в семье Давида Туаева. В 1967 г. окончила филологический факультет Северо-Осетинского государственного университета, поступила на очное отделение киноведческого факультета ВГИКа и стала первой осетинкой, которая окончила этот факультет в 1971 г.[значимость факта?] По возвращении в родной город стала работать в киноредакции Северо-Осетинского телевидения. Т. Туаевой был сделан цикл передач по кино, написаны сценарии к документальным фильмам «Монолог», «Крещендо» (о Народной артистке СССР Веронике Дударовой.
В 1976 г. была приглашена на работу в Северо-Кавказскую студию кинохроники, редактором киножурнала «Северный Кавказ», где проработала десять лет, вплоть до 1986 г. За этот период Туаевой участвовала в 480 выпусках киножурнала «Северный Кавказ» и написала сценарии к фильмам «Земля на вес золота», «Золотое кольцо России», «Селигер».
К 1987 г. Северо-Кавказское отделение Бюро пропаганды проводило 625 плановых мероприятий (премьеры фильмов, встречи с актерами). Т.Туаева вошла в состав руководства головного Бюро.
В 1998 г. Т.Туаева приглашена на должность начальника киноконцертного отдела Министерства культуры РСО-Алании, где проработала вплоть до 2002 г.

В 2002 г. Т.Туаева создала киновидеостудию «Нарт-Арт», которая принимала активное участие в освещении жизни на Северном Кавказе после 2000 года. При финансовой поддержке Департамента кинематографии МК РФ с 2002 по 2012 гг. студия сняла около 50 фильмов, в том числе: «Граждане Беслана» (Гран При на XX фестивале российского кино в г. Онфлер, Франция), «Забытая победа», посвященный обороне Владикавказа, «Кто ты, король Артур?» (режиссёр А. Пищулин), «Аланы. Дорога на Запад», «Венгерская Алания», «С Осетией в сердце» (об истории переселения и жизни современных осетин в Турции). В этот цикл входит следующие фильмы, автором идеи и продюсером которых является Т.Туаева: «Аланы. Новый завет», «Ясыня» — об аланке, ставшей русской княжной, матерью Ярослава Мудрого, бабушкой Александра Невского, прабабушкой Дмитрия Донского.

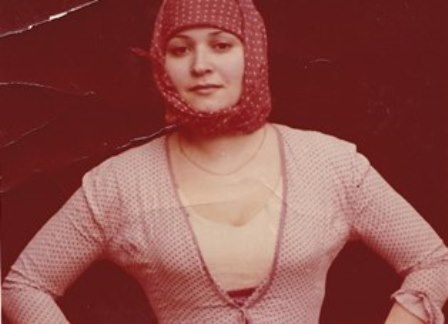
Т. Туаева — Древо желания

В 2013 г. созданы фильмы о христианских святых аланского происхождения и об аланском православии, в 2014 году которому исполняется 1100 лет. И фильм — продолжение цикла по истории Алан — «Из Алан в варяги», по материалам книги Тура Хейердала «В погоне за Одином».
В монтаже отснятый материал «Аланы в Китае» и «Аланы. Путь с Востока» о древнем, или раннеаланском, периоде истории осетин-алан, которая разворачивалась на территории Китая, Монголии, Тянь-Шаня, Горного Алтая и Тувы. Это будут масштабные полотна, по сложности съемок и найденному новому материалу превосходящие все сделанное ранее.
Студия «Нарт — Арт» снимает фильмы и о современной истории Осетии. Это — «Разделенный народ» — фильм, рассказывающий о трагической судьбе народа Южной Осетии, и полнометражный фильм «Осетия единая и неделимая», фильм о Гайто Газданове, Коста Хетагурове, по проблемам экологии, и др. фильмы на самые актуальные темы.
В качестве киноактрисы Темина снималась в кинофильмах «Седьмая пятница» (реж. В.Овчаренко), «Таджикфильм», «Тайна кубачинского браслета» (реж. Р.Гаспарянц), Северо-Осетинское ТВ, «Древо желания», реж. Т.Абуладзе, к/с «Грузия-фильм».
Была авторам и ведущей циклов передач по кино, автор множества статей и газетных публикаций, а также книги «Молодые таланты Осетии».

## Фильмография
| Год  | Фильм                                        | Режиссёр  | Сценарист | Продюсер  | Актриса   | Роль                 |
| ---- | -------------------------------------------- | --------- | --------- | --------- | --------- | -------------------- |
| 2014 | В поисках асутов                             | зелёная ✓ |           | зелёная ✓ |           |                      |
| 2014 | Весь мир — мой храм                          |           |           | зелёная ✓ |           |                      |
| 2010 | Владикавказ                                  |           |           | зелёная ✓ |           |                      |
| 2006 | Дербент — маленькая модель мира              |           |           | зелёная ✓ |           |                      |
| 2015 | Дербент — перекресток цивилизаций            |           |           | зелёная ✓ |           |                      |
| 2013 | Заоблачный фронт                             |           |           | зелёная ✓ |           |                      |
| 2011 | Заповедники                                  |           |           | зелёная ✓ |           |                      |
| 2011 | Приготовиться к бою                          |           |           | зелёная ✓ |           |                      |
| 2010 | Китай 1 вариант                              | зелёная ✓ |           | зелёная ✓ |           |                      |
| 2006 | Ларин. Хроника неоконченного спора           |           |           | зелёная ✓ |           |                      |
| 2013 | Машук. С чего начинается Кавказ              |           |           | зелёная ✓ |           |                      |
| 2012 | Молодая политическая элита Северного Кавказа | зелёная ✓ |           | зелёная ✓ |           |                      |
| 2008 | Обычаи и традиции осетин                     |           |           | зелёная ✓ |           |                      |
| 2010 | Осетия — единая и неделимая                  |           |           | зелёная ✓ |           |                      |
| 2012 | С видом на Нальчик                           |           |           | зелёная ✓ |           |                      |
| 2011 | С Осетией в сердце — Турция                  | зелёная ✓ |           | зелёная ✓ |           |                      |
| 2015 | Своя дорога                                  |           |           | зелёная ✓ |           |                      |
| 2008 | Святые места осетин                          |           |           | зелёная ✓ |           |                      |
| 2008 | Созвездие Прометея. Тахо Годи                |           |           | зелёная ✓ |           |                      |
| 2005 | Тайна дуэли Лермонтова                       |           |           | зелёная ✓ |           |                      |
| 2015 | Туалия                                       |           |           | зелёная ✓ |           |                      |
| 2014 | Тыршыгом — священная родина осетин           |           |           | зелёная ✓ |           |                      |
| 2008 | Учитель танцев                               |           |           | зелёная ✓ |           |                      |
| 2012 | Аланы. Новый завет                           |           |           | зелёная ✓ |           |                      |
| 2013 | Северные Аланы                               |           |           | зелёная ✓ |           |                      |
| 2002 | Чеченец                                      | зелёная ✓ |           | зелёная ✓ |           |                      |
| 2010 | Ясыня                                        |           |           | зелёная ✓ |           |                      |
| 2002 | Выбор                                        | зелёная ✓ |           | зелёная ✓ |           |                      |
| 2002 | Непредвиденный антракт                       | зелёная ✓ |           | зелёная ✓ |           |                      |
| 2003 | Дагестанская мозаика                         | зелёная ✓ |           | зелёная ✓ |           |                      |
| 2003 | Последний из могикан                         | зелёная ✓ |           | зелёная ✓ |           |                      |
| 2003 | Праздник на обочине                          | зелёная ✓ |           | зелёная ✓ |           |                      |
| 2005 | Граждане Беслана                             | зелёная ✓ |           | зелёная ✓ |           |                      |
| 2005 | Кто ты, Король Артур?                        |           |           | зелёная ✓ |           |                      |
| 2005 | Разделенный народ                            |           |           | зелёная ✓ |           |                      |
| 2006 | Гамлет и нарты                               |           |           | зелёная ✓ |           |                      |
| 2006 | Забытая победа                               |           |           | зелёная ✓ |           |                      |
| 2006 | Зарамагский узел                             |           |           | зелёная ✓ |           |                      |
| 2006 | Руссошь. Регтайм                             |           |           | зелёная ✓ |           |                      |
| 2007 | Аланы. Дорога на Запад                       | зелёная ✓ |           | зелёная ✓ |           |                      |
| 2007 | Вера, надежда, любовь                        |           |           | зелёная ✓ |           |                      |
| 2007 | Заслон. Граница                              |           |           | зелёная ✓ |           |                      |
| 2007 | Я и ты                                       |           |           | зелёная ✓ |           |                      |
| 2008 | Венгерская Алания                            | зелёная ✓ |           | зелёная ✓ |           |                      |
| 2008 | Загадка Геродота                             |           |           | зелёная ✓ |           |                      |
| 2008 | Ловушка для солнца                           |           |           | зелёная ✓ |           |                      |
| 2008 | Мы с тобой одной крови                       |           |           | зелёная ✓ |           |                      |
| 2015 | Игра воображения. Гайто Газданов             |           |           | зелёная ✓ |           |                      |
| 1980 | Седьмая пятница                              |           |           |           | зелёная ✓ | жена Муроди          |
| 1982 | Загадка кубачинского браслета                |           |           |           | зелёная ✓ | Манаба, сестра Саиды |
| 1976 | Древо желания                                |           |           |           | зелёная ✓ | Наргиза              |
|      |                                              |           |           |           |           |                      |

## Награды и достижения

### Почётные звания и ордена
- Заслуженный работник культуры Республики Северная Осетия — Алания (1996)
- Заслуженный деятель искусств Российской Федерации (2006)
- Орден Дружбы (2006, Южная Осетия)
- Национальная премия «Яблоко Нартов» в области искусства (2014)
- Представлена правительством Северной Осетии-Алании к «Ордену Дружбы» Российской Федерации.

### Общественные достижения
- Почётная Грамота Республики Северная Осетия-Алания — за активное участие в общественной жизни Осетии (2007)
- Награда Российского Фонда культуры — за многолетнее служение культуре, личный вклад в сохранение и развитие духовных и культурных традиций Отечества (2007)
- Благодарность Администрации Президента РФ — за DVD, присланные в адрес Президента Российской Федерации (2008)[источник не указан 3701 день]
- Лауреат Государственной премии им. К. Л. Хетагурова (2009)
- Благодарственное именное письмо Президента В.В.Путина — за активное участие в избирательной кампании по выборам Президента Российской Федерации (2012)

### Кинонаграды

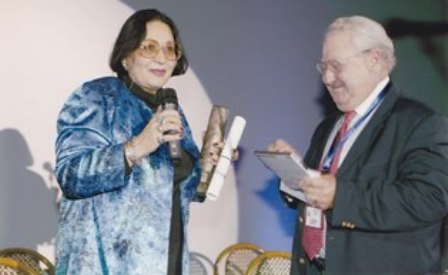
Т. Туаева — вручение Гран-При в г. Онфлер

- за фильм «Граждане Беслана» (Реж. Т.Туаева, В.Цаликов)
  - Приз «Серебряная ладья» XIII кинофестиваля «Окно в Европу», Выборг (2005)
  - Гран-при кинофестиваля Российского кино на фестивале в г. Онфлер, (Франция) (2005)
  - Приз французских телеканалов «Одиссея» и «Истуар» на кинофестивале российского кино в Онфлере (Франция) (2005)
  - Специальный приз на МКФ им. С. Ф. Бондарчука «Волоколамский рубеж», Волоколамск (2005)
  - Приз газеты Союза кинематографистов России «СК-Новости» — «Хрустальный глобус» на МКФ «Сталкер», Москва (2005)
  - Приз жюри педагогов XXII МКФ фильмов для детей и юношества им. Р. Быкова, Москва (2006)
  - Приз «Серебряный кентавр» Национального конкурса МКФ «Послание к человеку», Санкт-Петербург (2006)
  - Приз «Серебряный витязь» на МКФ «Золотой витязь», Серпухов (2006)
  - Фестиваль Российского кино в г. Киев (Украина)
  - Фестиваль Российского кино «Киноблик» в г. Штутгарте (Германия)
  - Фестиваль Российского кино в г. Рига (Латвия)
  - Информационный показ кинофестиваля в г. Карловы Вары (Чехия)
  - Фестиваль Российского кино в г. Хельсинки (Финляндия)
  - Спецпрограмма МКФ «Золотой абрикос» (2006)
  - Куплен французским телевидением
- за фильм «Кто ты, король Артур?» (Реж. А.Пищулин)
  - II МКФ в г. Севастополь (2007)
  - Диплом Международного документального фестиваля «Соль земли», г. Самара (2008)
- за фильм «Россошь… Регтайм…» (Реж. П.Ахматов)
  - Диплом МКФ «Сталкер» (2006)
  - Конкурс МКФ в г. Висбаден (2007)
  - Конкурс кинофестиваля «АртДокФест»
  - Международный кинорынок в г. Ихлава (Чехия)
  - Спец. Программа МКФ «Кинотавр» (2007)
  - Спец. Программа МКФ «Золотой абрикос»
  - Конкурс МКФ «Dokumentamadrid» (2007)
  - Участие в российской программе МКФ «FLAERTIANA» (2007)
  - «KinoTeatr DOK-08» — конкурс. Специальное упоминание жюри
- за фильм «Гусейн и Ольга. Пятая сторона света» (Реж. А.Бзаров)
  - Диплом МКФ Спортивного кино г. Красногорске (2008)
- за фильм «Забытая победа» (Реж. Р.Гаспарянц)
  - Приз МКФ «Волоколамский рубеж», Волоколамск (2007)
  - Диплом за поиск и воплощение на экране неизвестных страниц истории Великой Отечественной войны, Волоколамск (2007)
- за фильм «Аланы. Дорога на Запад» (Реж. Т.Туаева)
  - Диплом Международного кинофестиваля «Окно в Европу», г. Выборг, (2008)
- за фильм «Я и ты» (Реж. П.Ахматов)
  - МКФ по правам человека, г. Варшава (Польша)
  - Диплом Московского фестиваля неформатного документального кино «АРТДОКФЕСТ», г. Москва (2008)
  - Первая премия Международного документального фестиваля «Соль земли», г. Самара (2008)
- за фильм «Аза Тахо-Годи. Смысл и судьба» (Реж. А.Пищулин)
  - Диплом МКФ «Золотой витязь» (2009)
- за фильм «С Осетией в сердце» (Реж. Т.Туаева)
  - Приз МКФ в Стамбуле (2009)
  - Приз МКФ в Анкаре (2010)
- ''за фильм «Выбор» (Реж. Т.Туаева)''
  - Конкурсная программа XIV Открытого фестиваля документального кино «Россия» (г. Екатеринбург)
  - II МКФ в г. Севастополь (2007)
  - Спецпрограмма МКФ «Кинотавр» (2002)
- за фильм «Непредвиденный антракт» (Реж. А.Бзаров, Т.Туаева)
  - Диплом фестиваля «Окно в Европу» в г. Выборг (2003)
  - Диплом Международного правозащитного фестиваля «Сталкер» (2002)
  - Участие в конкурсе кинофестивалей «Золотой витязь», Стокгольм (2003)
  - Вне конкурса: г. Оберхаус (2003 г.) «Послание к человеку» (2003)
  - Фестиваль документальных фильмов в Токио (2003)
- за фильм «Дагестанская мозаика» (Реж. А. Бзаров)
  - Конкурс II МКФ визуальной Антропологии
- за фильм «Праздник на обочине» (Реж. Т.Туаева)
  - Гран-при XI фестиваля Российского кино в г. Онфлер (Франция)
  - Диплом Международного правозащитного фестиваля «Сталкер»
  - Куплен французским телевидением
- за фильм «Жернова» (Реж. А. Бзаров)
  - II МКФ в г. Севастополь (2007)
  - Диплом Международного фестиваля документальных фильмов «Соль земли», г. Самара (2008)
  - Диплом Кинофестиваля «Радонеж», г. Москва (2008)
- за фильм «16-я жизнь Саида Амирова» (Реж. А. Бзаров)
  - II МКФ в г. Севастополь (2007)
- за фильм «Дербент – маленькая модель мира» (Реж. А.Бзаров)
  - Диплом Юнеско (Париж)
- за фильм «Заслон» (Реж. И.Григорьев)
  - Приз ФСБ России.
  - Именная благодарность Председателя ФСБ России
  - Премия Международного фестиваля «Волоколамский рубеж» (2008)
- за фильм «Зарамагский узел» (Реж. С.Цориев)
  - Приз за лучшую режиссуру на XII Международном экологическом фестивале «Спасти и сохранить» в Ханты — Манси
  - Приз за лучший публицистический фильм на VII Байкальском Международном экологическом фестивале, г. Иркутск
  - Номинация на кинопремию «Золотой орел»
- за фильм «Ловушка для солнца» (Реж. Р.Гаспарянц)
  - Диплом Академии Наук России
- за фильм «Мы с тобой одной крови» (Реж. Л.Рамонова)
  - Специальный приз Липецкой и Елецкой епархии на XVIII Международном кинофоруме «Золотой витязь» в г. Липецк
- за фильм «О горах Осетии» Фильм I: «Учитель», Фильм II: «Перегон» (Реж. А.Бзаров)
  - Диплом фестиваля «Человек и горы», Домбай (2011)

## Общественные должности

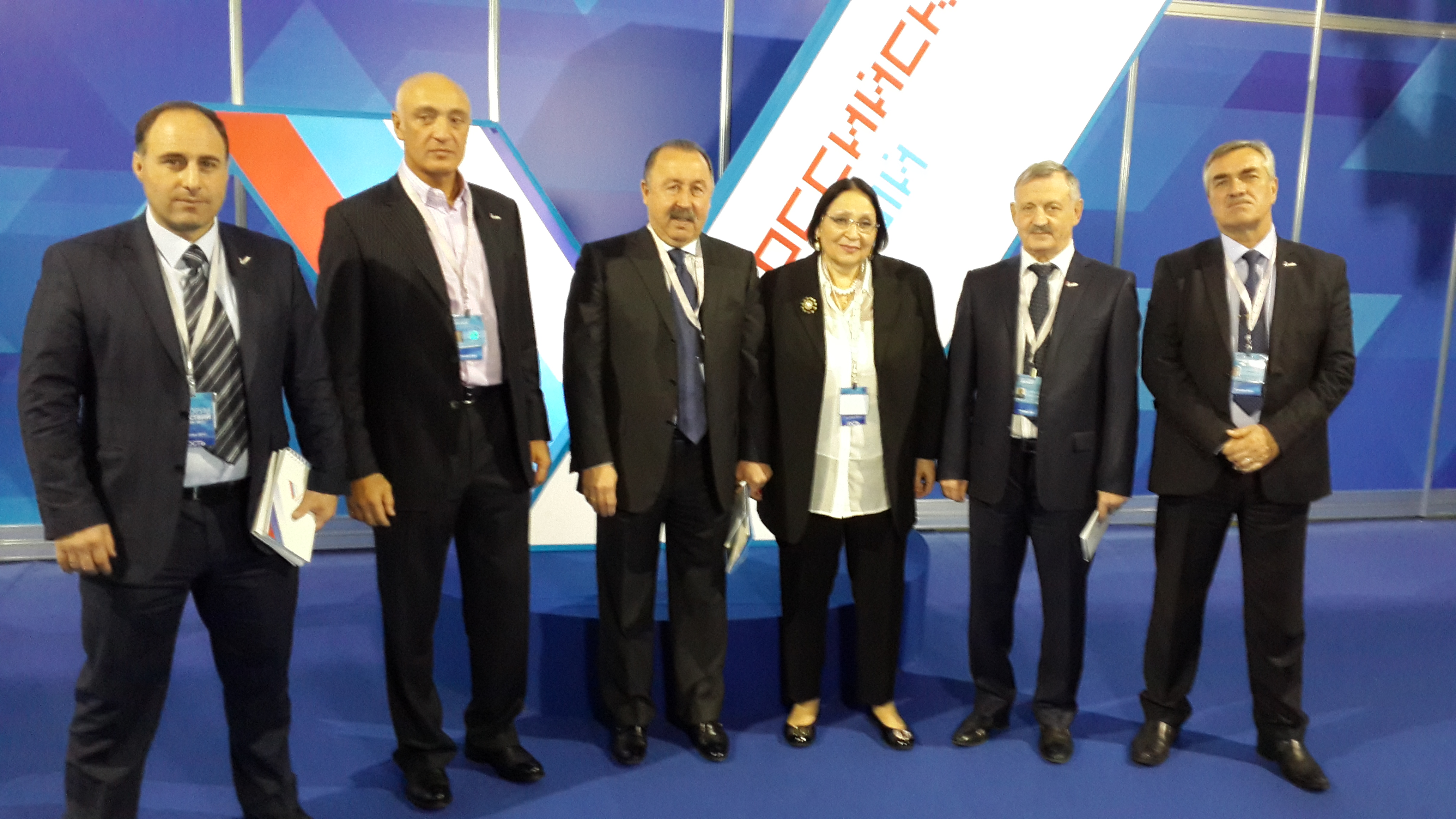
Темина Туаева — Съезд ОНФ 2014

- Член Союза кинематографистов России.
- Член Союза журналистов России.
- Член Гильдии неигрового кино и телевидения.
- Сопредседатель Общероссийского общественного движения "НАРОДНЫЙ ФРОНТ "ЗА РОССИЮ" в РСО-Алания[1].
- Политические Взгляды: январь-март 2012 г. — Туаева Т. Д. руководила штабом В. В. Путина в Северной-Осетии во время избирательной кампании выборов Президента России.[источник не указан 3702 дня]
- апрель 2013 г. — координатор Общероссийской общественной организации «Народный фронт» по Северной-Осетии.

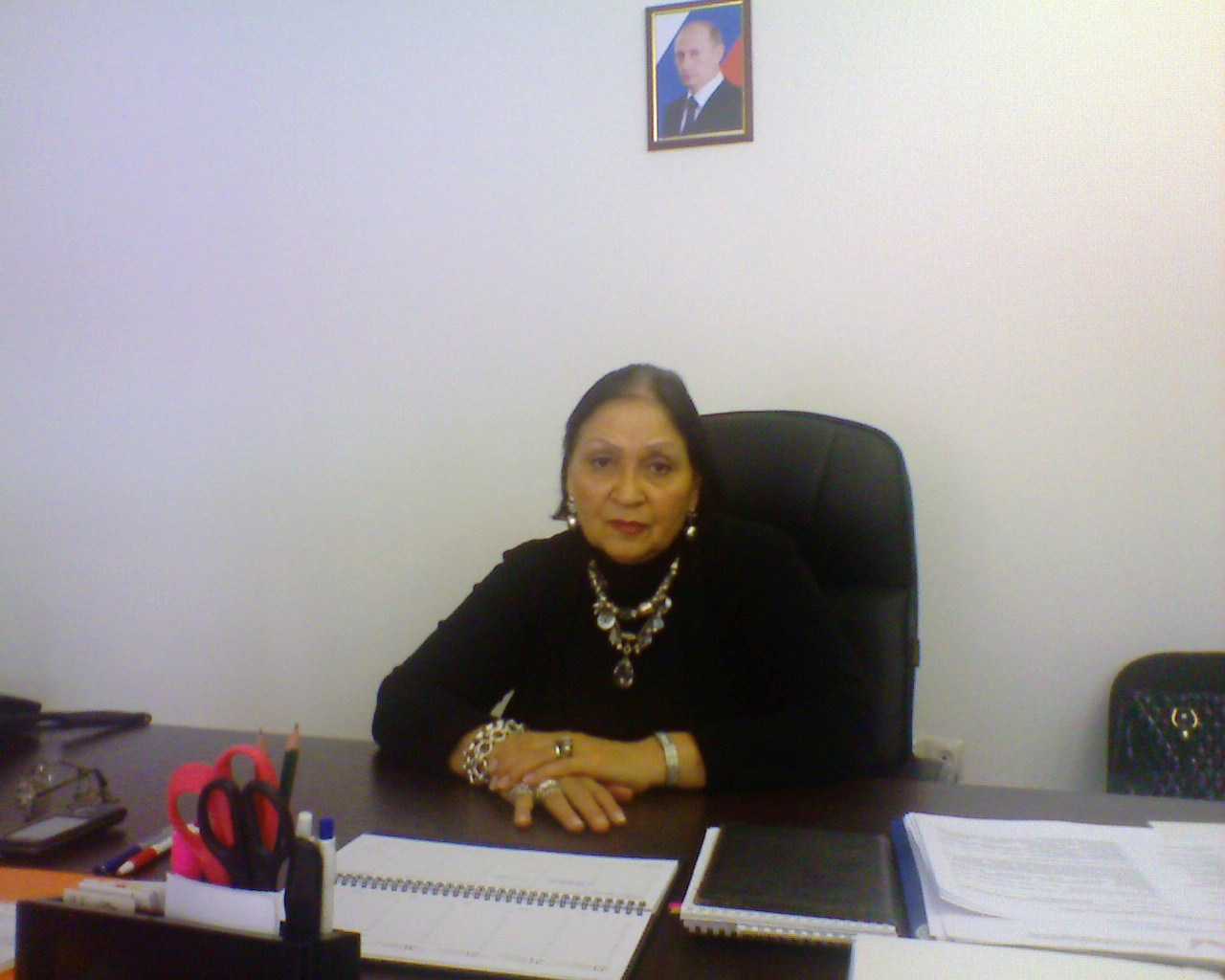
Т. Туаева — руководитель штаба В. В. Путина, выборы Президента 2012 г.

## Семья
- Отец — Давид Афанасьевич Туаев (1903—1964) — писатель-драматург.
- Мать — Любовь Батырбековна Саламова (1921—1992) — переводчик, журналист.
- Сестра — Зарина Давидовна Туаева (род. 1949).
- Супруг — Альберт Измаилович Бзаров (1941—2010) — режиссёр.
- Дочь — Алана (род. 1971) — генеральный директор ООО «Аланофильм».
- Дочь — Вероника (род. 1983) — генеральный директор ООО «Кинематографист».
- Внуки — Ксения, дочь Аланы (род. 2012).

### Видео
"Поговорим" с Теминой Туаевой // Телерадиокомпания Арт (24.02.2018)
 Темина Туаева I Большое интервью // «Осетия-Ирыстон» (03.03.2020)
 Культура. Темина Туаева // ГТРК Алания (30.01.2021)